# Saison 1986-1987 du Paris Saint-Germain
Maillots
Chronologie
Saison précédente Saison suivante
La saison 1986-1987 du Paris Saint-Germain est la 17e saison de son histoire et la 14e en première division.

## Compétitions

### Championnat
La saison 1986-1987 de Division 1 est la quarante-neuvième édition du Championnat de France de football. La division oppose vingt clubs en une série de trente-huit rencontres. Les meilleurs de ce championnat se qualifient pour les coupes d'Europe que sont la Coupe des clubs champions européens (le vainqueur), la Coupe UEFA (les deux suivants) et la Coupe des vainqueurs de coupe (le vainqueur de la Coupe de France). Le Paris Saint-Germain participe à cette compétition pour la quatorzième fois de son histoire et la treizième fois de suite depuis la saison 1974-1975.

#### Classement final
Le Paris Saint-Germain termine septième avec 14 victoires, 13 matchs nuls et 11 défaites. Une victoire rapportant deux points et un match nul un point, le PSG totalise donc 41 points. Avec seulement 35 buts marqués en 38 matchs, le PSG réalise le pire bilan offensif de son histoire.

### Coupe de France
La Coupe de France 1986-1987 est la 70e édition de la Coupe de France, une compétition à élimination directe mettant aux prises tous les clubs de football amateurs et professionnels à travers la France métropolitaine et les DOM-TOM. Elle est organisée par la FFF et ses ligues régionales.
Ce sont les Girondins de Bordeaux qui remporteront cette édition de la Coupe de France en battant sur le score de deux buts à zéro l'Olympique de Marseille. Il s'agit de la même finale que la saison passée, avec la même issue (victoire des bordelais).

### Coupe des Clubs Champions
Avec son titre de Champion de France obtenu la saison passée, le Paris Saint-Germain participe à l'édition 1986-1987 de la Coupe des Clubs Champions. C'est la première fois de son histoire que le PSG participe à cette compétition.
Les parisiens sont éliminés dès le premier tour face au modeste club tchécoslovaque du FC Vítkovice (match nul 2-2 au Parc des Princes à l'aller, défaite 1-0 au retour).